# Yusaku Yara
Yūsaku Yara (jap. 屋良 有作 Yara Yūsaku, geboren am 15. März 1948 in Tokyo) ist ein japanischer Schauspieler und Synchronsprecher. Sein echter Name ist Susumu Kawabe (川辺 奨 Kawabe Susumu) und sein ehemaliger Bühnenname war Tetsu Kurobe (黒部 鉄 Kurobe Tetsu).

## Filmografie (Auswahl)

### Zeichentrickserien
- 1975: Tekkaman: The Space Knight (Wach)
- 1976: Goliath the Super Fighter (Soldat)
- 1979: 009 (Odin)
- 1979: Lupin the Third Part II (Terrorist)
- 1986: Ginga Nagareboshi Gin (Great)
- 1986: Saint Seiya (Phecda Gamma Thor, Sagittarius Aiolos)
- 1987: Kimagure Orange Road (Master)
- 1988: Kiteretsu Daihyakka (Kiteretsu Kite and Eitarō Kite)
- 1988: Sakigake!! Otokojuku (Ryuuji Toramaru)
- 1989: Tatakae!! Ramenman (Dokuroken Gundam)
- 1989: Sally, the Witch (Sallys Papa)
- 1990: Chibi Maruko-chan (Hiroshi Sakura)
- 1990: Transformers: Zone (Dai Atlas)
- 1991: 21 Emon
- 1992: The Laughing Salesman
- 1997: Dr. Slump (Remake) (Senbei Norimaki)
- 2000: Shukan Storyland (Richard, Bodyguard, Shigeyuki Minamida)
- 2003: Avenger (Cross)
- 2004: Zipang (Saburo Umezu)
- 2006: Reborn! (Timoteo)
- 2006: Ray the Animation (Sawa)
- 2007: Shigurui (Gonzaemon Ushimata)
- 2009: Gintama (Jiraia)
- 2009: Lupin the 3rd vs. Detective Conan (Duke Gerard Musca Vespaland)
- 2012: Sengoku Collection (Erzähler)
- 2012: Toriko (Chin Chinchin)
- 2013: Coppelion (Denjiro Shiba)
- 2014: The Pilot’s Love Song (Leopold Melze)
- 2014: Ping Pong (Jō Koizumi/Butterfly Joe)
- 2015: Saint Seiya: Soul of Gold (Sagittarius Aiolos)
- 2016: Brave Witches Erzähler, Erhard von Manstein (ep. 4, 10-12)
- 2016: Dragon Ball Super (Senbei Norimaki (ep. 69))

### Original Video Animation(OVA)
- 1985: Vampire Hunter D (Greco)
- 1988: Dominion (Charles Brenten)
- 1988: Demon City Shinjuku (Mephisto)
- 1988: Ginga Eiyū Densetsu (Erzähler)
- 1989: Baoh (Walken)
- 1991: RG Veda (Zōchōten)
- 1992: Black Lion: Fear the Black Lion (Ginnai Doma)
- 1996: Tetsuwan Birdy (Geega)

### Animationsfilme
- 1985: Doraemon: Nobita’s Little Star Wars (Dracolulu)
- 1986: Fist of the North Star (Nunchaku Man)
- 1987: Wicked City (Taki Renzaburō)
- 1991: Dragon Ball Z: Lord Slug (Lord Slug)
- 1992: The Weathering Continent (Bois)
- 1992: Doraemon: Nobita and the Kingdom of Clouds (Chief)
- 1993: Bonobono (Araiguma-kun)
- 1993: Ninja Scroll (Genpachi)
- 1993: Doraemon: Nobita and the Tin Labyrinth (Garion Marquis)
- 1994: Doraemon: Nobita’s Three Visionary Swordsmen (Spaidol General)
- 1999: Dr. Slump: Arale’s Surprise (Senbei Norimaki)
- 2001: Vampire Hunter D: Bloodlust (Borgoff)
- 2002: Crayon Shin-chan: The Storm Called: The Battle of the Warring States (Yoshitoshi Matabe Ijiri)
- 2003: Tokyo Godfathers (Miyuki’s father)
- 2003: Doraemon: Nobita and the Windmasters (Storm)
- 2008: Highlander – Die Macht der Vergeltung (Rudy)
- 2010: Planzet (Commissioner Yoshizawa)
- 2012: After School Midnighters (Michael)

### Computerspiele
- 1992: Lunar: Silver Star Story Complete (Ramus Farmain & Hakuryuu Fydie (weißer Drache Quark))
- 1992: Snatcher (Gillian Seed)
- 1995: Double Dragon (Patrick Dulton)
- 1995: Voltage Fighter Gowcaizer (Sheng-Long/Gouichirou Kaiza)
- 2006: Metal Gear Solid: Portable Ops (Python)
- 2008: Too Human (Tyr) (japanische Synchronisation)
- 2015: Resident Evil: Revelations 2 (Barry Burton) (japanische Synchronisation)
- 2015: Resident Evil HD Remaster (Barry Burton) (japanische Synchronisation)
- 2016: Lego Dimensions (Daleks) (japanische Synchronisation)

### Tokusatsu
- 1980: Ultraman 80 (Narration)
- 2000: Godzilla vs. Megaguirus (Erzähler)
- 2011: Kaizoku Sentai Gokaiger (Senden)

### Synchronsprecher

#### Live-Action
Arnold Schwarzenegger
- 1969: Hercules in New York (Hercules)
- 1985: Phantom-Kommando (Col. John Matrix)
- 1985: Red Sonja (Lord Kalidor)
- 1987: Predator (Major Alan „Dutch“ Schaefer)
- 1990: Die totale Erinnerung – Total Recall (Quaid)
- 1996: Eraser (John „Eraser“ Kruger)
- 1996: Versprochen ist versprochen (Howard Langston)

Samuel L. Jackson
- 1995: Stirb langsam: Jetzt erst recht (Zeus Carver)
- 2000: Rules – Sekunden der Entscheidung (Col. Terry L. Childers)
- 2012: Django Unchained (Stephen)

Sonstige
- 1985: Mr. Vampire (Wai (Billy Lau))
- 1988: Nico (Nico Toscani (Steven Seagal))
- 1988: Stirb langsam (Polizeichef Dwayne T. Robinson (Paul Gleason))
- 1990: Predator 2 (Kapitän Phil Heinemann (Robert Davi))
- 1996: Versprochen ist versprochen (Myron Larabee (Sinbad))
- 1998: Armageddon – Das jüngste Gericht (Charles ‘Chick’ Chapple (Will Patton))
- 2001: Die letzte Festung (Colonel Winter (James Gandolfini))
- 2004: Kung Fu Hustle (Das Biest (Leung Siu-Lung))
- 2004: Van Helsing (Frankensteins Monster (Shuler Hensley))
- 2005: Das Ende – Assault on Precinct 13 (Marion Bishop (Laurence Fishburne))
- 2005: Per Anhalter durch die Galaxis (Erzähler (Stephen Fry))
- 2005: V wie Vendetta (Eric Finch (Stephen Rea))
- 2006–2007: The Shield – Gesetz der Gewalt (Jon Kavanaugh (Forest Whitaker))
- 2008–2013: Sons of Anarchy (Clay Morrow (Ron Perlman))
- 2014: Learning to Drive – Fahrstunden fürs Leben (Darwan Singh Tur (Ben Kingsley))
- 2015: Ted 2 (Richter (Ron Canada))
- 2016: Teenage Mutant Ninja Turtles: Out of the Shadows (Dr. Baxter Stockman (Tyler Perry))

#### Animation
- 1992: Aladdin (Razoul)
- 1996: Aladdin and the King of Thieves (Razoul)
- 1989–1991: G.I. Joe: A Real American Hero (Duke)
- 2007: Triff die Robinsons (Der Melonenmann)
- 1995: Hubi, der Pinguin (Rocko)
- 1953: Peter Pan (Pirates Rusty)
- 1940: Pinocchio (Quarrel Uncle)
- 2004: Der Polarexpress (Steamer)
- 1977: Bernard und Bianca – Die Mäusepolizei (Orville)
- 1994: Dschafars Rückkehr (Razoul)
- 2002: Peter Pan: Neue Abenteuer in Nimmerland (Pirat Rusty)
- 1973: Robin Hood (Bruder Tuck)

### JapanischesVoice-over
- Pinocchio’s Daring Journey (Onkel Quarrel)
- Peter Pan’s Flight (Pirates Rusty)
- E.T. Adventure (Polizist Edward)
- Mermaid Ragoon Theater (Ankündigung)
- Magic Lamp Theater (Raseul)